# Дайковичиу, Константин

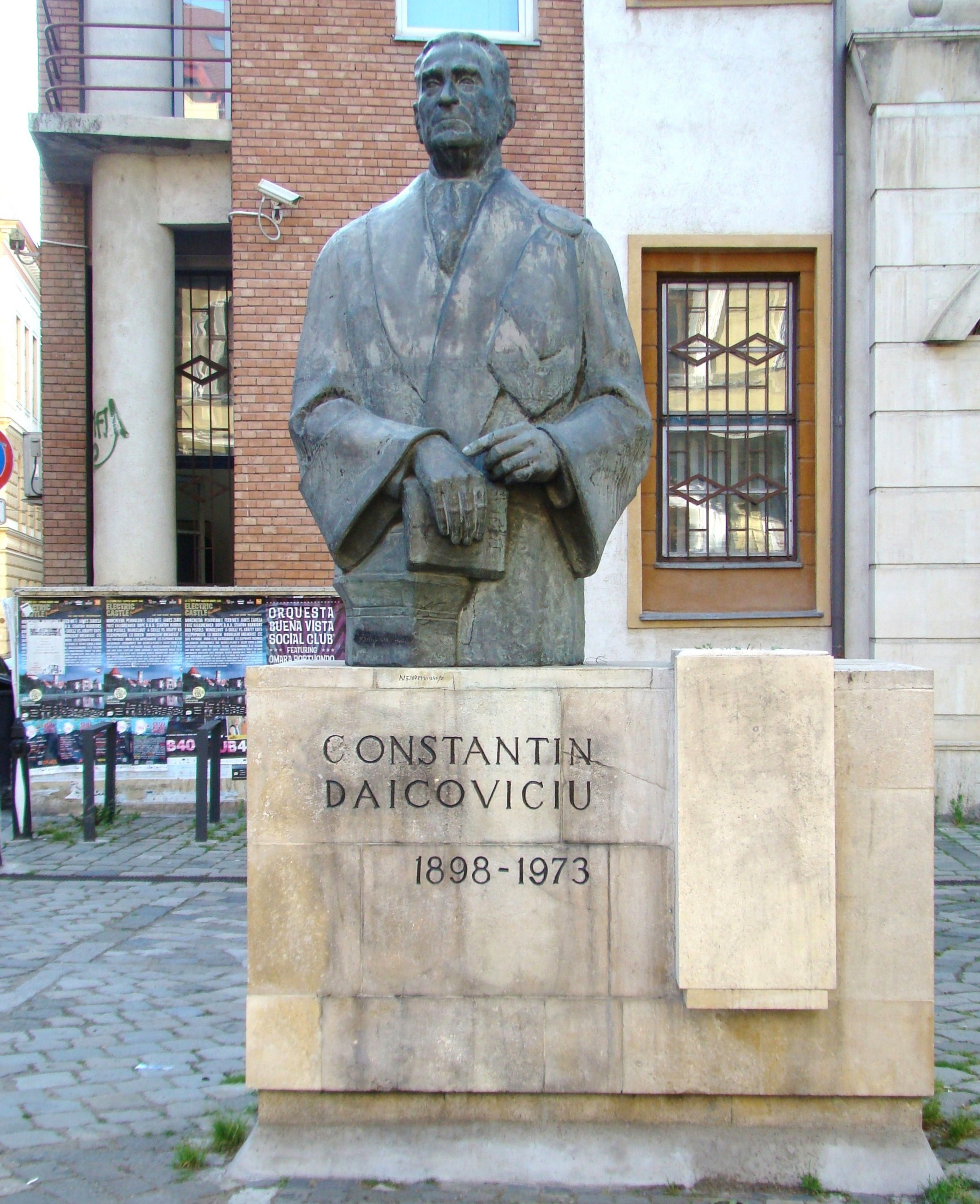
Бюст К. Дайковичу в Клуж-Напока

Константин Дайковичиу (рум. Constantin Daicoviciu; 1 марта 1898, Каваран, Банат, Австро-Венгрия (ныне Константин-Дайковичу, жудец Караш-Северин, Румыния) — 27 мая 1973, Клуж-Напока) — румынский учёный-историк, археолог, педагог, доктор философии, профессор (1938), ректор Университета Бабеш-Бойяи (1957—1968). Академик, член Румынской академии (с 1955). Государственный и общественный деятель. Герой Социалистического труда Румынии (1968). Лауреат государственной премии СРР (1962).
Основатель клужской научной школы археологов

## Биография
Сын учителя. В 1918—1922 годах изучал историю, классическую филологию и археологию в Клужском университете. В 1922 году прошёл интернатуру в Институте археологии и нумизматики. С 1925 по 1927 год стажировался в Риме в качестве стипендиата Румынской Академии. После возвращения в Клуж, в 1928 году получил докторскую степень по философии.
Читал лекции по классическим древностям и эпиграфике в Клужском университете (1923—1968). Профессор (с 1938), декан в 1940—1941 годах, ректор Университета Бабеш-Бойяи (1957—1968).
С января 1947 года — заместитель государственного секретаря министерства социального страхования. Директор Музея истории Трансильвании (1945—1973), член Румынской академии с 1955 года.
В 1948—1952 годах К. Дайковичу избирался депутатом Великого национального собрания. Был близок к Генеральному (первому) секретарю ЦК РКП Георге Георгиу-Дежу и поддерживал его националистические историографические позиции. В 1961 году Дайковичу был избран членом Государственного совета под председательством Георге Георгиу-Дежу.
Благодаря своим историческим и археологическим исследованиям, К. Дайковичу считался одним из лучших экспертов в ранней истории Румынии.

## Награды
- Герой Социалистического труда Румынии (1968)[2]
- Орден Труда I степени (1956)[3]
- Орден Звезды Румынии (СРР) 1 степени (1964)[4]
- Орден «23 августа» III степени (1959)[5]
- Орден Тудора Владимиреску II степени (1966)[6]
- Орден «За научные заслуги» I степени (1966)[7]
- Кавалер ордена «За заслуги перед культурой»[рум.] (1943)[8]
- Медаль «40 лет со дня основания Коммунистической партии Румынии» (1961)[9]
- Государственная премия Социалистической Республики Румыния (1962)
- Лауреат международной премии Гердера за достижения в науках, искусствах и литературе стран Центральной и Юго-Восточной Европы (1968).

## Память
- Имя Константина Дайковичу в 1973 году присвоено родному селу учёного — Константин-Дайковичу.
- Имя академика носят несколько улиц в городах Румынии
- В Клуж-Напока перед музеем истории Трансильвании установлен бюст учёного.